# Fading Gigolo
Fading Gigolo —Casi un gigoló en Hispanoamérica y Aprendiz de gigoló en España— es una comedia cinematográfica de 2013 escrita, dirigida y protagonizada por John Turturro. Acompañando a Turturro en el reparto aparecen Woody Allen, Sharon Stone, Sofía Vergara, Vanessa Paradis y Liev Schreiber.

## Argumento
La Dra. Parker (Sharon Stone), una dermatóloga rica, menciona a su paciente Murray (Woody Allen) que ella y una amiga (Sofía Vergara) desean experimentar un «ménage à trois» y le pregunta si conoce a un hombre dispuesto. Murray,  convence a su amigo y exempleado Fioravante (John Turturro) para asumir el desafío, ya que ambos están cortos de dinero. Pronto construyen un comercio próspero de gigolo con Murray como el proxeneta. 
Murray vive con una mujer afroamericana (Tonya Pinkins) y sus hijos. Murray lleva al niño a Avigal (Vanessa Paradis), la atractiva viuda de un rabino, para el tratamiento. Murray dice a la señora que Fioravante es un sanador que hace masajes, que puede ayudarla y se la lleva a verlo. Demasiado pasiva, incluso para pasarle la mano, ella, sin embargo, permite a Fioravante que masajeara su espalda, siendo el primer hombre que la ve desde que su esposo murió, y eso la lleva a lagrimear.
Mientras tanto, Dovi (Liev Schreiber), quien trabaja para Shomrim, una patrulla del barrio, siente que hay algo malo y sigue a Murray. Dovi está enamorado de Avigal, pero ella no lo alienta. Fioravante y Avigal se reúnen varias veces más atrayéndose mutuamente, lo cual culmina con un beso en el parque. 
Fioravante es convocado al ménage, planeado desde hace tiempo, pero es incapaz de terminar. Las dos mujeres se dan cuenta alegremente de la verdad: que se ha enamorado. Paralelamente a ello, Murray es secuestrado por un grupo de judíos, llevado a una corte rabínica e interrogado. Avigal interrumpe la corte y se confiesa respecto a la violación de la ley del luto, debido a que se sentía sola. Avigal implícitamente acepta a Dovi, pero él ha de llevarla a despedirse de Fioravante.

## Reparto
- John Turturro - Fioravante
- Woody Allen - Murray
- Sharon Stone - Dra. Parker
- Sofía Vergara - Selima
- Vanessa Paradis - Avigal
- Liev Schreiber - Dovi
- Max Casella - Denny
- Aida Turturro - Esposa del conductor
- Bob Balaban - Sol
- Michael Badalucco - Burly Driver
- David Margulies - Chief Rebbe
- Katherine Borowitz - English Lady Newscaster
- Jill Scott (sin acreditar)

## Producción
Turturro le comentó a su barbero su idea de interpretar a un hombre que se prostituye, y el barbero, el mismo de Woody Allen, se lo comentó a Allen, a quien le gustó la idea y quiso interpretar a su proxeneta. Ambos comenzaron a trabajar en el guion, en la que sería la segunda colaboración entre ellos tras Relatively Speaking en 2011, una obra de Broadway dirigida por Turturro para la cual Allen escribió un segmento. Sobre la temática de la prostitución masculina de la película, Turturro declaró: «Es un género del que no se ve mucho, y cuando lo ves, quizá a excepción de Midnight Cowboy, lo único que ves son mujeres como prostitutas. ¿Por qué no hombres?».
La filmación de la película comenzó en octubre de 2012 en la ciudad de Nueva York y duró seis semanas.